# SPOT!
〈SPOT!〉是一首由韩国饶舌歌手兼制作人ZICO演唱，韩国女子团体BLACKPINK的成员Jennie客串的第11张数字单曲。

## 背景与发行
KOZ Entertainment在一份新闻稿中表示，〈SPOT！〉是一首基于嘻哈的歌曲，歌词讲述了两个朋友在一场深夜聚会上偶然相遇的故事。
歌曲正式发行的一周前，Zico发布了一段长达20秒，即将与韩国女子团体BLACKPINK的成员Jennie合作的新歌预告。

## 榜单成绩
发行后仅16小时，单曲就在全球至少31个不同国家与地区（包括台湾、泰国、智利和印度尼西亚）的iTunes热门歌曲排行榜上名列前茅。
2024年4月27日上午9时，〈SPOT！〉已经在Melon的Top 100、Bugs和Genie的实时排行榜上飙升至一位，最終Melon榜和Genie榜皆摘得日冠及月冠。